# Itsy Bitsy Spider (Aqua)
Itsy Bitsy Spider è il singolo d'esordio del gruppo musicale Aqua, pubblicato nel 1995 nei soli paesi scandinavi per l'etichetta discografica Warner, accreditato però al gruppo come Joyspeed, nome del gruppo prima del successo mondiale riscosso due anni dopo, nel 1997, con l'album Aquarium.
La canzone non ha riscosso successo nei paesi dove è stata pubblicata.

## Tracce
CD-Maxi Warner 0630-11892-2)
1. Itsy Bitsy Spider (Original Reggae Version) – 3:26
2. Itsy Bitsy Spider (Hard Radio Edit) – 3:47
3. Itsy Bitsy Spider (Extended Joy Mix) – 4:31
4. Itsy Bitsy Spider (K. Boff Worl Mix) – 4:43
5. Itsy Bitsy Spider (Bonus Spider) – 0:38